# 相交理论
相交理论（Intersection theory）是代数几何的主要分支之一，给出了给定代数簇的两个子簇的交点信息。簇理论更老，源于曲线上的贝祖定理和消去理论；拓扑理论更快地达到了确定形式。
相交理论仍在不断发展。目前的主要重点是：虚基本循环、量子相交环、格罗莫夫-威滕量及将相交理论从概形推广到叠。

## 拓扑相交形式
对维度为2n的连通有向流形M，相交形式是通过对H2n(M, ∂M)中的基类[M]的上积求值，从而定义在第n上同调群（通常称作“中维”）。确切地说，有双线性形式
{\displaystyle \lambda _{M}\colon H^{n}(M,\partial M)\times H^{n}(M,\partial M)\to \mathbf {Z} }
由下式给出
{\displaystyle \lambda _{M}(a,b)=\langle a\smile b,[M]\rangle \in \mathbf {Z} }
其中
{\displaystyle \lambda _{M}(a,b)=(-1)^{n}\lambda _{M}(b,a)\in \mathbf {Z} .}
n为偶数时这是对称双线性形式（因此2n = 4k），这时M的符号数被定义为形式的符号数；n为奇数时，则定义为交替形式。这些形式可统称为ε对称形，当中ε = (−1)n = ±1分别表示对称形和斜对称形。某些情况下，可以将形式细化为ε二次型，但需要额外数据，如切丛的框架。也可以去除有向性条件，改用Z/2Z系数。
这些形式是重要的拓扑不变量。例如，迈克尔·弗里德曼的一个定理指出，在同胚意义上，单连通紧4维流形（几乎）由其相交形式决定。

由庞加莱对偶性，我们可以从几何角度思考这个问题。试为a、b的庞加莱对偶择有代表性的n维子流形A、B，则λM (a, b)是A、B的有向交数（oriented intersection number），是良定义的，因为A、B维数之和等于M的维数，所以它们通常交于孤立的点。这就是“相交形式”这一术语的由来。

## 代数几何中的相交理论
威廉·富尔顿在《相交理论》（1984）中写道：
... 若A、B是非奇异簇X的子簇，那么交积A · B应是代数循环的等价类，代数循环与A ∩ B、以及A、B在X中的几何位置密切相关。有两种情况最著名。若相交是真相交（proper），即dim(A ∩ B) = dim A + dim B − dim X，则A · B是A ∩ B的不可约成分的线性组合，系数是相交乘数。在另一个极端，若A = B是非奇异子簇，则自交公式表示A · B由X中A的法丛的顶陈类表示。
安德烈·韦伊《代数几何基础》（1946）中主要关注的是在一般情况下给出相交乘法的定义。1920年代，巴特尔·伦德特·范德瓦尔登的工作已经涉及这一问题；在意大利代数几何学派中，这观点已广为人知，但基础问题并未以同样的精神得到解决。

### 移动循环
要使循环V、W的相交机制运行良好，就不能只取循环的交集V ∩ W。若两个循环处于“良位置”，则“交积”V · W就应包含两个子簇的交集。循环若处于“不良位置”，例如平面上的两条平行线，或包含直线的平面（在3维空间相交），相交都应该只有一个点，因为若要移动一个循环，这就是交点。两循环V、W的交集V ∩ W的余维若等于V、W余维之和，就称相交为“真相交”（proper intersection）。
因此，我们使用循环上适当等价关系的“移动循环”概念。等价必须足够广，以至任给两个循环V、W都有等价循环V′、W′使相交V′ ∩ W′为真相交。当然，另一方面，对第二等价的V′′、W′′，V′ ∩ W′需要等价于V′′ ∩ W′′。
就相交理论而言，“有理等价”是最重要的一种。简言之，若在簇X的(r + 1)维子簇Y上有有理函数 f ，则X上的两r维循环有理等价；其中Y是函数域k(Y)的元素或等价于函数 f  : Y → P1，使得V − W =  f −1(0) −  f −1(∞)（其中 f −1(⋅)用乘法计算）。有理等价满足上述要求。

### 交乘

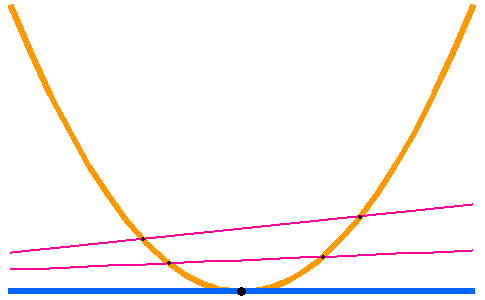
线与抛物线的交点

定义循环的交乘的指导原则是一定意义上的连续型。请看下面这个简单例子：抛物线y = x2和轴y = 0的交点应为2 · (0, 0)，因为若其中一个循环移动、接近所述位置时，两个交点恰好汇聚于(0, 0)（图中只描绘了方程的实解，会引起误解）。
第一个令人满意的交乘定义由让-皮埃尔·塞尔给出：令周围簇（ambient variety）X光滑（或所有局部环都正则），接着令V、W都为（不可还原的闭）子簇，使其相交为真相交。这个构造是局部的，因此簇可用X的坐标环中的两个理想I、J表示。设Z是交集V ∩ W中的一个不可约成分，z为其一般点。则Z在交积V · W中的乘法定义为
{\displaystyle \mu (Z;V,W):=\sum _{i=0}^{\infty }(-1)^{i}{\text{length}}_{{\mathcal {O}}_{X,z}}{\text{Tor}}_{i}^{{\mathcal {O}}_{X,z}}({\mathcal {O}}_{X,z}/I,{\mathcal {O}}_{X,z}/J),}
函子环的挠群（torsion group）z中的X的局部环长度上的交替和，对应子簇。这个表达式也称作“塞尔Tor公式”。
注释：
- 第一个和
{\displaystyle \left({\mathcal {O}}_{X,z}/I\right)\otimes _{{\mathcal {O}}_{X,z}}\left({\mathcal {O}}_{X,z}/J\right)={\mathcal {O}}_{Z,z}}
的长度是对乘法的“天真”猜测；但正如塞尔指出的，这还不充分。
- 和是有限的，因为正则局部环{\displaystyle {\mathcal {O}}_{X,z}}具有有限的Tor维度。
- 若V、W的相交不是真相交，则上述交乘的结果将为0。若是真相交，则其严格为正。（这两点从定义看并不明显）
- 用谱序列可以证明μ(Z; V, W) = μ(Z; W, V)。

### 周环
周环是循环模有理等价所得的群，以及下面的交换交积：
{\displaystyle V\cdot W:=\sum _{i}\mu (Z_{i};V,W)Z_{i}}
其中V、 W 横截着相交，而{\displaystyle V\cap W=\cup _{i}Z_{i}}是交集的不可约分解。

### 自交
给定两子簇V、W，可取其相交V ∩ W，但也可以定义单个子簇的自交，方法要微妙些。
例如，给定面S上的曲线C，其与自身的相交就是自身：C ∩ C = C。这虽然对，但不够好：任给曲面上两条不同的曲线（没有共同分量），它们相交于某个点集。可以数出点集包含的点数，得到“交数”。我们希望能对给定曲线左同样的处理：不同曲线的相交就像两个数相乘：xy，自交就像乘方：x2。形式上，这种类比就像是对称双线性形式（乘法）与二次型（乘方）。
其几何解法是，将曲线C与略微偏移的自身相交。在平面上这意味着将曲线C向某方向平移，但一般情况下我们谈论的是取与C线性等价的曲线C′，计算交C · C′的交点数，记作C · C。这不同于无关曲线C、D的情形，前者的实际交点取决于C′的选择，但C′′的“自交点”可解释为C上的k个一般点，且k = C · C。更恰当地说，C的自交点是C的一般点，乘法为C · C。
或者，也可通过对偶话来代数地“解”这个问题，并查看[C] ∪ [C]的类——这既给出了一个数，又提出了几何解释问题。传递到上同调类，类似于用线性系统代替曲线。
自交数可以为负，如下所示。

#### 例子
考虑射影空间P2中的直线L：其自交数为1，因为所有直线与之相交1次。可以将L推到L′，对任意的L′的选择都有L · L′ = 1，于是L · L = 1。就相交形式而言，我们说平面有x2类型的相交形式（只有一类直线，且都互相相交）。
注意在仿射平面上，可以将L推移到平行线上，于是交点数取决于推离的选择。有人说“仿射平面没有很好的相交理论”，而非射影簇上的相交理论要困难得多。
P1 × P1（也可解释为P3中非奇异二次曲面Q）上的直线自交为0，因为直线可以从自身移开（是直纹曲面）。就相交形式而言，可以说P1 × P1有一个xy类型——有2类基本直线，相交于1点（xy），但自交为零（没有x2或y2项）。

#### 拉开
自交数的一个重要例子是拉开的特殊曲线，是双有理几何中的一个核心运算。给定代数曲面S，在一点拉开，会产生一条曲线C，其属（genus）为0，自交数为-1（并不明显）。推论：P2、P1 × P1是最小曲面（不是拉开），因为它们没有任何具有负自交的曲线。事实上，卡斯泰尔诺沃收缩定理给出了相反的情况：每条(−1)曲线都是某个拉开的特殊曲线。

## 引用
1. ↑  Eisenbud & Harris 2016，第14頁.
2. ↑  Eisenbud & Harris 2016，第2頁.

## 书目
- Eisenbud, David; Harris, Joe. . Cambridge University Press. 2016. ISBN 978-1-107-01708-5.
- Fulton, William, , Ergebnisse der Mathematik und ihrer Grenzgebiete. 3. Folge. A Series of Modern Surveys in Mathematics [Results in Mathematics and Related Areas. 3rd Series. A Series of Modern Surveys in Mathematics] 2, Berlin, New York: Springer-Verlag, 1998, ISBN 978-3-540-62046-4, ISBN 978-0-387-98549-7 MR1644323
- Fulton, William; Serge, Lang, , ISBN 978-1-4419-3073-6
- Serre, Jean-Pierre, , Cours au Collège de France, 1957--1958, rédigé par Pierre Gabriel. Seconde édition, 1965. Lecture Notes in Mathematics 11, Berlin, New York: Springer-Verlag, 1965, MR 0201468